# Partido Conservador (Nicaragua)
El Partido Conservador de Nicaragua (PC) nació después de la independencia de Nicaragua, en la década de los treinta del siglo XIX. Es un partido político de derecha de ese país, caracterizado por el color verde y por su lema “Dios, Orden, Justicia”. Su representante legal era el Ingeniero  Alfredo César Aguirre.

## Historia
Es el partido más antiguo aún existente en Nicaragua, fundado en 1851 mientras Nicaragua se establecía como república independiente, como "Partido Legitimista". Al igual que en casi toda Latinoamérica, surgieron conflictos entre los pajaritos y los cazadores provocando una guerra civil  que cesa con la firma de la paz de legitimistas (conservadores) y democráticos (liberales), mediante el llamado "Pacto Providencial", el 12 de septiembre de 1856 en León, para iniciar oficialmente la guerra conjunta contra el filibustero William Walker, que termina con su claudicación el 1 de mayo de 1857 en Rivas, ante la fuerza naval estadounidense.
En 1893 el Partido Conservador se divide y los liberales aprovechan de alcanzar el poder, por medio de una rebelión exitosa. Los conservadores no regresarían al poder hasta 1910 tras la invasión estadounidense, manteniéndose en el poder hasta la segunda rebelión liberal en 1926. Lo cierto es que los conservadores, aún y cuando eran una fuerza política de peso, en 1950, con el candidato Emilio Chamorro Benard, obtuvieron 49 401 votos. En 1957, siendo el candidato liberal Luis Somoza Debayle, Edmundo Amador fue quien más bien bajó la cantidad de votos. Distintas facciones dentro del Partido Conservador y el Partido Liberal ayudaron al dictador Anastasio Somoza García a obtener el poder, quien además formó su propio partido: el Partido Liberal Nacionalista (PLN), preservando su familia el poder dictatorial hasta el derrocamiento de su hijo menor, Anastasio Somoza Debayle, en 1979, tras lo cual el Partido Conservador jamás recuperó el poder ni la influencia política. 
Si bien fueron miembros de la alianza opositora (Unión Nacional Opositora, UNO) que ganó las elecciones a los sandinistas el 25 de febrero de 1990, y permanecieron como la tercera fuerza bajo el Partido Liberal Constitucionalista (PLC) y el FSLN, En las presidenciales de 2001, cuando Noel Vidaurre cedió a las presiones de los grupos económicos fuertes, rebasaron los 29 mil votos, Consiguiendo 2 escaños en la Asamblea Nacional. En las últimas elecciones que el PC participó solo, en las elecciones municipales, conquistó dos alcaldías en Rivas, una en Granada, Boaco y Chontales. Después, en las elecciones de 2004, que fueron con la Alianza por la República (Apre); el PC obtuvo cuatro alcaldías, en San Jorge, Rivas, El Almendro y San Pedro de Lóvago en Chontales, y San José de los Remates. En las elecciones presidenciales del 2006 el PC corrió en alianza con el ALN y quedaron como segunda fuerza después del FSLN y por encima del PLC. Actualmente el Partido Conservador PC recuperó su personalidad jurídica, después que se la quitara el Consejo Supremo Electoral. El Partido Conservador corrió en Alianza con el PLC teniendo como candidato a Arnoldo Alemán Lacayo en las elecciones presidenciales del 2011. 
En el 2012 el Partido Conservador decide correr solo en su casilla en las elecciones municipales, donde solo logra ganar unos cuantos concejales en varios municipios como Nindiri, San Pedro de Lovago y Rivas.
En el 2013 el Partido Conservador realizó 2 convenciones nacionales: 1) Juventud Conservadora de Nicaragua con 9 directivos encabezados por el presidente William Marín, 2) Convención Ordinaria Nacional donde resulta elegido el Ing Alfredo César Aguirre dejando la presidencia Alejandro Bolaños Dávila. Actualmente el Partido esta en un proceso de cambio y renovación constante para fortalecer sus estructuras de todo el País.
Para el 2016 el Partido Conservador pretende la unidad a través de elecciones primarias interpartidarias donde se logre un candidato único que compita con el presidente Daniel Ortega, de no lograrse la unidad correrá solo en su casilla.
El 19 de mayo de 2021 después de que el Consejo Nacional del Partido Conservador en reunión extraordinaria decidiera no participar en las Elecciones Generales de Noviembre. El Consejo Supremo Electoral amparado en la Ley Electoral, que faculta la no participación en procesos electorales como causa de cancelación. Canceló su personalidad jurídica.

## La República Conservadora
A partir de 1857 se inició, bajo predominio conservador, una etapa de recuperación económica e institucional, que constituye uno de los períodos más sobresalientes de la historia de Nicaragua conocido como "Primera República Conservadora" o los Treinta años conservadores. La economía, el desarrollo cultural y social, este último en menor medida debido a la desigualdad de clases, convirtieron al país en el más estable y rico de toda Centroamérica y en una de las mejores economías del continente americano, con un sólido régimen constitucional y una administración proba y austera de las finanzas públicas.  
Todo esto provocó una nueva oleada de inmigrantes provenientes de Europa, principalmente de Alemania e Italia, lo que hizo florecer aún más la economía, mientras El Salvador, Honduras y Guatemala se mantenían en conflictos armados y en Costa Rica se daba una época de golpes militares.  
Durante esta época se sucedieron en el poder Tomás Martínez Guerrero (1858-1867), Fernando Guzmán Solórzano (1867-1871), Vicente Cuadra y Ruy Lugo (1871-1875), Pedro Joaquín Chamorro y Alfaro (1875-1879), Joaquín Zavala Solís (1879-1883), Adán Cárdenas del Castillo (1883-1887), Evaristo Carazo Aranda (1887-1889) y Roberto Sacasa y Sarria (1889-1893) y el Padre Luis Fernando.  
En 1885, Nicaragua se unió a Costa Rica y El Salvador en una alianza militar para hacer frente a las pretensiones del Presidente de Guatemala Justo Rufino Barrios, apoyadas por el presidente de Honduras Luis Bográn, de restablecer por la fuerza la unidad política centroamericana; pero las tropas nicaragüenses no tuvieron ocasión de entrar en combate, ya que Barrios murió en la batalla de Chalchuapa, poco después de haber invadido El Salvador.

## Reformas Económicas
Siendo presidente Adolfo Díaz, emite el 20 de marzo de 1912 el decreto de la Ley de Conversión Monetaria, creando la unidad monetaria “córdoba”. Se emiten monedas con la denominación de diez córdobas “conteniendo un gramo y seiscientos setenta y dos miligramos de oro”.  
“La moneda que existía hasta ese momento era el peso, que venía desde la época de los gobiernos conservadores y unas emisiones hechas por el general (José) Zelaya. En realidad había una devaluación tremenda del peso. Era una moneda prácticamente sin respaldo”, relata el historiador Carlos Alemán Ocampo.
Explica que la fundación del Banco Central de Nicaragua (BCN), que era una sociedad entre banqueros de Estados Unidos y nicaragüenses, permite que nazca el córdoba valiendo lo equivalente a un dólar. Esa estabilidad monetaria duró hasta 1978. “Entonces Anastasio Somoza García la devalúa al 10 por un dólar”.  
Los gobiernos de turno han querido dejar su marca colocando figuras de sus parientes, personalidades políticos, guerrilleros, escritores y escenarios del país en las emisiones y denominaciones de monedas y billetes que han circulado. “Algo sí es que nadie se atrevió a cambiarle el nombre y por eso hasta hoy el córdoba sigue siendo nuestra moneda nacional”, apunta el historiador.

## Tratado Bryan-Chamorro
Entre los años 1910 y 1926, los gobiernos de Estados Unidos y Nicaragua mantuvieron estrechas relaciones debido al accionar del Partido Conservador de Nicaragua, liderado por el entonces presidente Adolfo Díaz Recinos, Emiliano Chamorro Vargas (presidente entre 1917-1921 y nuevamente en 1926) y Diego Manuel Chamorro Bolaños (tío del anterior, presidente entre 1921-1923). A cambio de concesiones políticas y territoriales del gobierno nicaragüense, Estados Unidos proporcionó una fuerza militar suficiente como para garantizar la estabilidad interna del país centroamericano. De esta manera el país norteamericano creó de facto un protectorado en Nicaragua. Las fuerzas armadas de los Estados Unidos se retiraron de Nicaragua en 1933 y el tratado se mantuvo vigente hasta el 14 de julio de 1970, cuando fue cancelado oficialmente y el proyecto nunca fue ejecutado.
En virtud del tratado, en su Artículo I el gobierno nicaragüense concedía «(...) a perpetuidad al Gobierno de los Estados Unidos, libre en todo tiempo de toda tasa o cualquier otro impuesto público, los derechos exclusivos y propietarios, necesarios y convenientes para la construcción, operación y mantenimiento de un canal interoceánico por la vía del Río San Juan y el Gran Lago de Nicaragua o por cualquier ruta sobre el territorio de Nicaragua (...) cuando el Gobierno de los Estados Unidos notifique al Gobierno de Nicaragua su deseo o intención de construirlo.»
En el Artículo II, «para facilitar la protección del Canal de Panamá» daba en arriendo por 99 años «las islas en el mar Caribe conocidas con el nombre de Great Corn Island y Little Corn Island» y concedía, también por 99 años, «el derecho de establecer, operar y mantener una base naval en cualquier lugar del territorio de Nicaragua bañado por el Golfo de Fonseca, que el Gobierno de los Estados Unidos elija». 
Por estas concesiones, en el Artículo III, el Senado y Cámara de Diputados de la República de Nicaragua decretó que     
"(...) con el objeto de reducir la deuda actual de Nicaragua, el Gobierno de los Estados Unidos en la fecha del canje de ratificación de esta Convención, pagará a favor de la República de Nicaragua la suma de tres millones de pesos (3,000,000.00) oro acuñado de los Estados Unidos del actual peso y pureza, que se depositará a la orden del Gobierno de Nicaragua en el Banco o Bancos o Corporaciones bancarias que designe el Gobierno de los Estados Unidos para ser aplicados por Nicaragua en el pago de su deuda (...)"
. Además, el acuerdo especificó que el partido del segundo lugar tendría dos representantes en las juntas directivas de los entes autónomos, junta nacional y juntas locales de asistencia y cuerpos colegiados del Estado. Igualmente, habría un asesor del partido de la minoría en cada empresa estatal, la fiscalía y otras direcciones estatales. La Corte Suprema de Justicia quedó integrada por cuatro magistrados del partido de la mayoría y tres magistrados del partido de la minoría. Este acuerdo político abrió las puertas para la composición de una junta de gobierno libero-conservadora conocida como Triunvirato (dos liberales y un conservador), previo a las elecciones presidenciales del primero de septiembre de 1974, en las que a pesar de un abstencionismo superior al cincuenta por ciento, Somoza Debayle, el segundo de la dinastía, «resultó elegido» presidente de la República.
Este Pacto permitió:
* La amnistía “absoluta” de todo delito político y conexo, pues según se dijo, “conviene echar un velo al pasado”. 
* La convocatoria a una Asamblea Nacional Constituyente que adoptó una nueva Constitución Política y reorganizó los poderes públicos. 
* Realizar comicios con la participación exclusiva del PC y del PLN. Según el acuerdo, el partido que obtuviera mayor número de votos ganaría la presidencia de la República, así como escaños para todos sus candidatos a la Asamblea Nacional Constituyente. El partido de minoría obtendría 17 curules parlamentarios con sus respectivos suplentes. 
* Designar a los jueces electorales del Consejo Nacional de Elecciones por decisión de las juntas nacionales y legales de cada partido. Igualmente, integrar la Corte Suprema de Justicia con tres magistrados propietarios y suplentes del partido de la mayoría; y un suplente del partido de la minoría. En las Cortes de Apelaciones se reflejaría una correlación de fuerzas similar, con la consecuente politización de las instituciones públicas.

## Somoza y los conservadores
El pacto “Cuadra Pasos-Somoza” no fue suficiente para resolver la crisis de legitimidad de la dictadura. Dos años después, el 3 de abril de 1950, Somoza García se vio obligado a firmar un nuevo pacto, esta vez con el verdadero líder conservador, Emiliano Chamorro. El acuerdo político bipartidista es conocido como el “Pacto de los Generales”, siendo este determinante para el surgimiento de una nueva ley electoral y la aprobación de nuevas reformas a la Constitución. De este modo, finalmente, el partido de Somoza compartió el poder con los conservadores y estos aplacaron sus ánimos, a cambio de prebendas.
Esto Permitió:
* Otorgar participación al partido conservador en cargos representativos del régimen político (Congreso, Poder Judicial, Poder Electoral, Poder Ejecutivo –juntas directivas de Bancos, delegaciones a conferencias internacionales- y en los gobiernos municipales). 
* Compartir el control del proceso electoral, por medio de representantes como jueces y delegados departamentales.
* Reformar la Constitución para cumplir los dos primeros objetivos. Este acuerdo buscaba sofocar, además, posibles conspiraciones promovidas por el caudillo conservador Emiliano Chamorro. 
El pacto permitió al Partido Conservador participar de la red patrimonial y clientelista de los Somoza, al mismo tiempo que estos últimos lograban impunidad para todas sus fechorías y continuaban en el control del Estado, gracias a esta coalición.

## Presidentes conservadores de Nicaragua en lo 30 años
1. Fruto Chamorro (1854-1855)
2. José María Estrada (1854-1855)
3. Ponciano Corral Acosta (1855)
4. Fermín Ferrer (1856-1856)
5. Tomás Martínez Guerrero (1857-1867)
6. Fernando Chamorro y Alfaro (1860)
7. Fernando Guzmán Solórzano (1867-1871)
8. Vicente Cuadra y Ruy Lugo (1871-1875)
9. Pedro Joaquín Chamorro y Alfaro (1875-1879)
10. Joaquín Zavala Solís (1879-1883)
11. Adán Cárdenas del Castillo (1883-1887)
12. Evaristo Carazo Aranda (1887-1889)
13. David Nicolás Osorno (1889)
14. Roberto Sacasa y Sarria (1889-1891)
15. Ignacio Chávez López (1891)
16. Roberto Sacasa y Sarria (1891-1893)
17. Eduardo Montiel de la Cerda (1893)
18. Salvador Machado Agüero (1893)
19. Joaquín Zavala Solís (1893)
20. Luis Mena Vado (1910)
21. Adolfo Díaz Recinos (1911-1917)
22. Emiliano Chamorro Vargas (1917-1921)
23. Diego Manuel Chamorro (1921-1923)
24. Rosendo Chamorro Oreamuno (1923)
25. Bartolomé Martínez González (1923-1925)
26. Carlos José Solórzano Gutiérrez (1925-1926)
27. Emiliano Chamorro Vargas (1926)
28. Sebastián Uriza (1926)
29. Adolfo Díaz Recinos (1926-1929)

## Resultados Electorales
|  | 8.29 % |

|  | 54.74 % |

|  | 2.27 % |

|  | 1.41 % |

|  | 29.00 % |

|  | 5.91 % |

|  | 2.30 % |